# Rockville (Maryland)
Rockville település az Amerikai Egyesült Államok Maryland államában, Montgomery megyében, melynek megyeszékhelye is. Lakosainak száma 67 117 fő (2020. április 1.).

## Népesség
A település népességének változása:
| Lakosok száma | 200  | 400  | 2047 | 6934 | 45 000 | 61 209 | 65 171 | 66 420 | 68 079 | 67 117 |
|               | 1800 | 1846 | 1940 | 1950 | 1980   | 2010   | 2016   | 2017   | 2019   | 2020   |